# Laurent Burg
Pour les articles homonymes, voir Burg.
Pas d'image ? Cliquez ici

a Compétitions nationales et continentales officielles uniquement.

Laurent Burg, né le 10 août 1967 à Brive, est un joueur français de rugby à XV qui évolue aux postes de centre ou d'ailier.

## Carrière
Laurent Burg joue notamment avec le CA Brive de 1985 à 1993 où il dispute 109 rencontres et marque 28 essais[réf. nécessaire] puis avec le Lyon OU pendant une saison.
Lors de la saison 1994-1995 il rejoint le FC Grenoble sous l’ère des « Mammouths » sous les ordres de Jacques Fouroux et de Michel Ringeval puis de Nano Capdouze l'année suivante.  
Lors de la saison 1996-1997, il signe avec l'AS Montferrand. Par la suite il s'engage en 1999 avec le RC Vichy.

## Palmarès
- Championnat de France de première division :
  - Vice-champion (1) : 1999
- Bouclier européen :
  - Vainqueur (1) : 1999

### En équipe nationale
- International junior
- International B
- International A'
- International à 7